# پارادایم گروه حداقلی
پارادایم گروه حداقلی (انگلیسی: Minimal group paradigm)، پارادایم یا روشی است که در روان‌شناسی اجتماعی استفاده می‌شود. اگرچه ممکن است برای اهداف مختلفی استفاده شود، اما به عنوان روشی برای بررسی حداقل شرایط مورد نیاز برای تبعیض بین گروه‌ها شناخته می‌شود. آزمایش‌هایی که از این رویکرد استفاده می‌کنند نشان داده‌اند که حتی تمایزات خودسرانه بین گروه‌ها، مانند ترجیح دادن برخی نقاشی‌ها، یا رنگ پیراهن‌های آن‌ها، می‌تواند باعث تمایل به طرفداری از گروه خود (جانب‌گرایی درون-گروه) در برابر دیگران شود، حتی زمانی که به معنای قربانی کردن سود درون گروهی باشد.